# Imagination (tijdschrift)
Imagination was een Amerikaans fantasy- en sciencefictiontijdschrift dat in oktober 1950 voor het eerst werd uitgegeven door Raymond A. Palmers Clark Publishing Company. Vrijwel direct werd het  verkocht aan Greenleaf Publishing Company, eigendom van William Hamling. Hij publiceerde en bewerkte het blad vanaf het derde nummer tot aan het einde. Hamling richtte een verwant tijdschrift, Imaginative Tales, op in 1954. Beide periodieken staakten de publicatie aan het einde van 1958 tijdens de nasleep van grote veranderingen van de distributie van Amerikaanse tijdschriften door de liquidatie van American News Company.
Het tijdschrift was succesvoller dan de meeste van de vele sciencefictiontitels die in de jaren 40 en 50 werden opgericht. Ondanks het succes had het blad een reputatie dat het lage kwaliteit space opera en avontuur fictie publiceerde. Het krijgt ook slechte kritieken van moderne historici. Weinig van de verhalen hebben erkenning ontvangen, maar het tijdschrift publiceerde het eerste verhaal, Final Examination, van Robert Sheckley in een uitgave in 1952. Het publiceerde ook verhalen van Philip K. Dick, Robert Heinlein en John Wyndham.